# 서울대방초등학교
서울대방초등학교는 대한민국 서울특별시 영등포구에 있는 공립 초등학교이다.

## 학교 연혁
- 1955년 4월 27일: 대방국민학교 개교
- 2025년 4월 27일: 개교 70주년

## 같이 보기

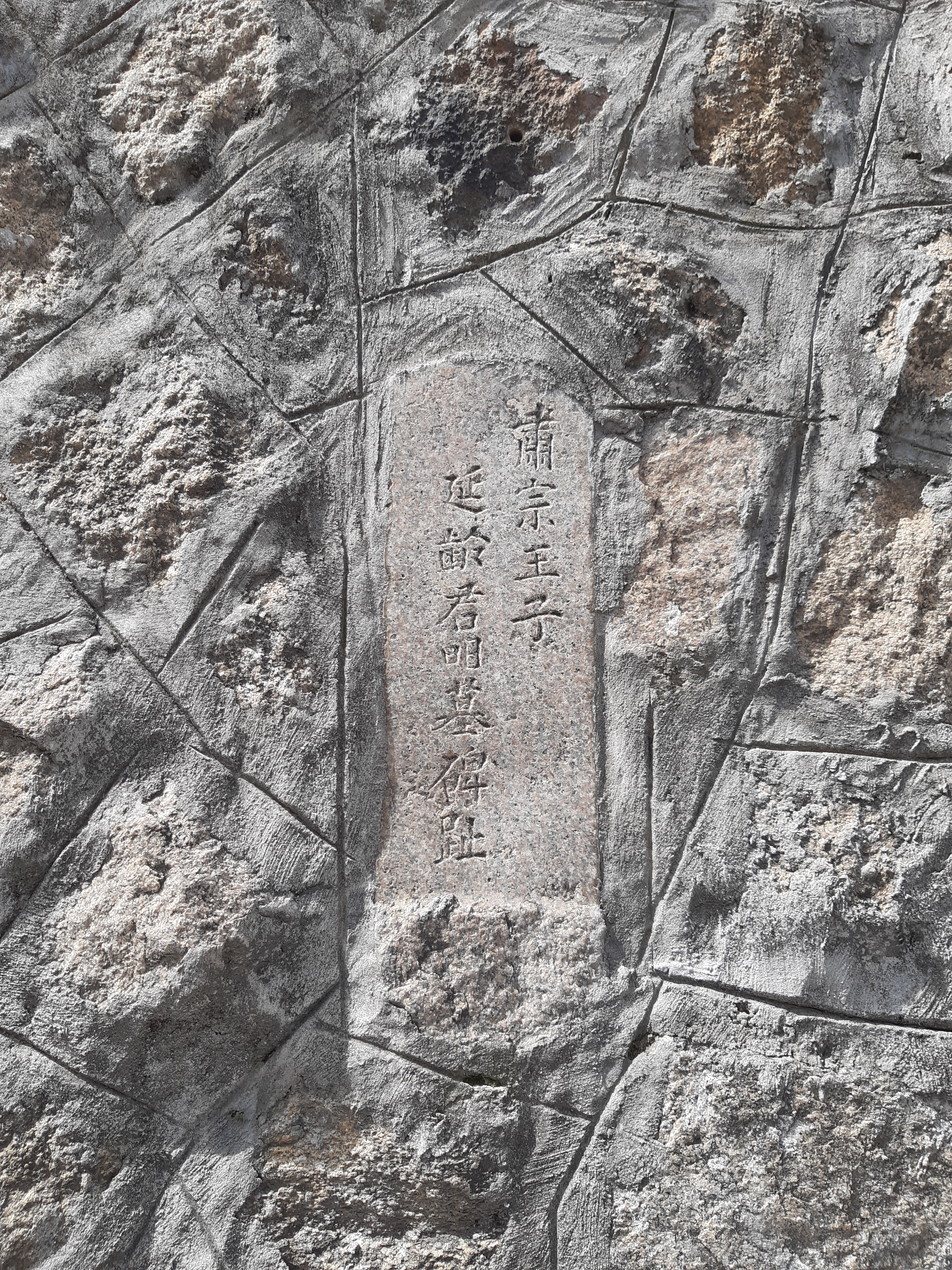
해당학교 벽에 있는 연령군 이훤 신도비 비석

- 연령군 이훤 신도비

## 참고 자료
- 서울대방초등학교 - 한국교육학술정보원 학교알리미